# Барабаш Софія
Софі́я Ковальська, в шлюбі Бараба́ш (*1897, с. Кобиловолоки, нині Теребовлянського району Тернопільської області — 1994, м. Монреаль) — українська вчителька та громадська діячка.
Від 1944 року — в Німеччині. Після переїзду до Канади (м. Монреаль) прилучилася до роботи Ліґи українських католицьких жінок Канади (ЛУКЖ). Почесна членкиня ЛУКЖ (1971). Працювала в «Рідній школі», співпрацювала з редакцією часопису «Сторінка ЛУКЖ», де друкувала свої статті.